# Batallón sin nombre
El Batallón sin nombre fue una unidad penal de la guerra de independencia de Venezuela formada en 1813 por orden de Simón Bolívar.

## Antecedentes
Tras el final de la Campaña Admirable, los republicanos se encontraban en campaña contra los realistas en el centro occidente de Venezuela. En una de esas batallas, cerca de Barquisimeto, los republicanos se enfrentan a los realistas dirigidos por José Ceballos el 10 de noviembre. Los republicanos fueron derrotados por la falta de coordinación entre el ejército, producto de las discusiones entre sus jefes.
Profundamente molesto, el Libertador ordenó fusionar los restos de los batallones Aragua, Caracas y Agricultores que habían participado en la batalla, en un solo batallón que no recibiría nombre.

## Batalla de Araure
El coronel Florencio Jiménez, comandante del Caracas, fue designado como el comandante del Batallón sin nombre. Para mayor humillación, el batallón recibió lanzas en lugar de fusiles como arma de combate. El batallón se convirtió en la burla del ejército republicano, hasta que recibió su oportunidad de probar de nuevo su valor el 5 de diciembre de 1813 en Araure.
En la batalla de Araure, la acción del batallón sin nombre resultó decisiva. Armados solamente con lanzas atacaron al batallón Numancia (uno de los mejores batallones españoles) y lograron desordenar sus cuadros, forzándolos a retirarse.
En reconocimiento a la acción del Batallón sin nombre, Bolívar revocó su castigo y en su lugar paso a llamarse batallón "Vencedor de Araure".

Vuestro valor ha ganado ayer en el campo de batalla, un nombre para vuestro cuerpo, y aún en medio del fuego, cuando os vi triunfar, le proclamé del Batallón Vencedor de Araure. Habéis quitado al enemigo banderas que en un momento fueron victoriosas; se ha ganado la famosa llamada invencible de Numancia
Simón Bolívar